# Вулиця Сковороди (Полтава)
Ву́лиця Сковороди́ — одна із вулиць Полтави, знаходиться у Київському районі. Пролягає від  Майдана Незалежності на заході - до вулиці Бойків Яр на сході (на схилах Здихального яру).
Названа на честь Григорія Савича Сковороди, українського просвітителя, філософа і поета.
З 1809 року на східного краю плато, від яру звели декілька кварталів будинків для німецьких колоністів (або ткачів-фабрикантів), і проклали цю вулицю. Тому перша назва вулиці — Колонійська (Колоністська). У 1929-му  році перейменована на вулицю Лассаля (імені німецького соціаліста). Нинішня назва вулиці - з 1944 року.
У 1875 — 77 роках споруджено головний будинок Полтавської Духовної семінарії. В семінарії, зокрема, навчався Симон Петлюра. У 1915-1918 роках в ньому розмістилося евакуйоване Віленське юнкерське училище. У 1918-1921 роках - госпіталь, з  кінця 1921 року - Будинок примусових робіт (заклад тюремного типу).  Від жовтня 1929 року в цьому будинку — корпус №1  Полтавського сільськогосподарського інституту (нині Полтавський державний аграрний університет). Аграрний університет займає також будинок колишнього Полтавського жіночого єпархіального училища (корпус №2).
1871 року у поміщика Башкирцева і німецьких колоністів Шиклера і Бенке придбано ділянку, на якій у 1875-76 роках інженером Федоровим споруджено будинок Полтавського духовного училища (нині аграрно-економічний коледж Аграрного університету).
У будинку № 7, у свого товариша Старицького, у 1861 році нетривалий час жив і помер Михайло Васильович Остроградський. У будинку №16  на початку 1890-х років квартирували брати Юлій і Іван Буніни (письменник, Нобелівський лауреат в галузі літератури).
До вулиці Сковороди прилучаються: вулиці Театральна — Володимира Козака — провулок Шкільний — провулок Сковороди — вулиці  Федора Моргуна — Олександра Лютого — Хімічний проїзд — вулиці Кожевна і Ломоносова.

## Галерея

Полтавське жіноче єпархіальне училище, 1900
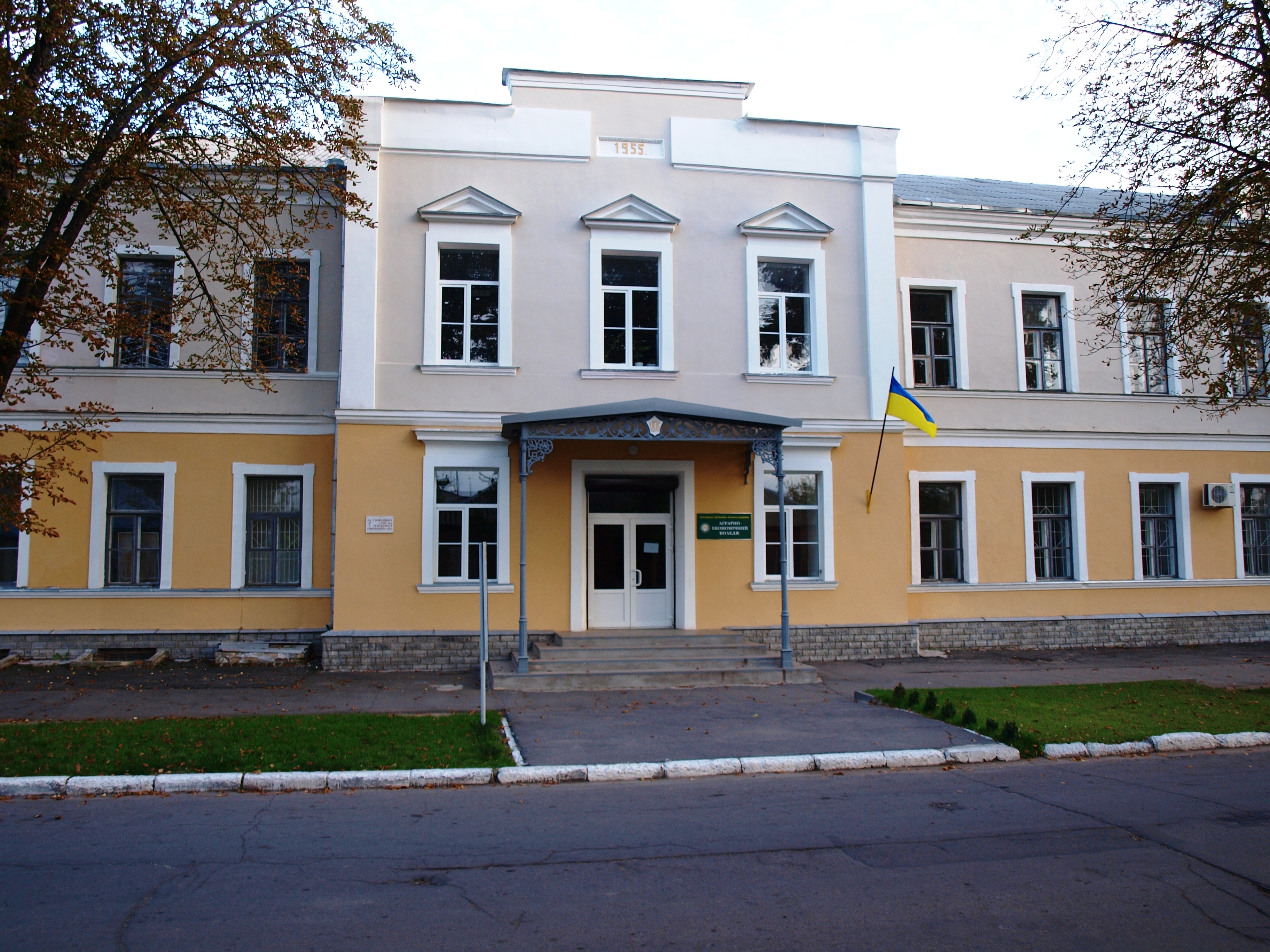
Аграрно-економічний коледж
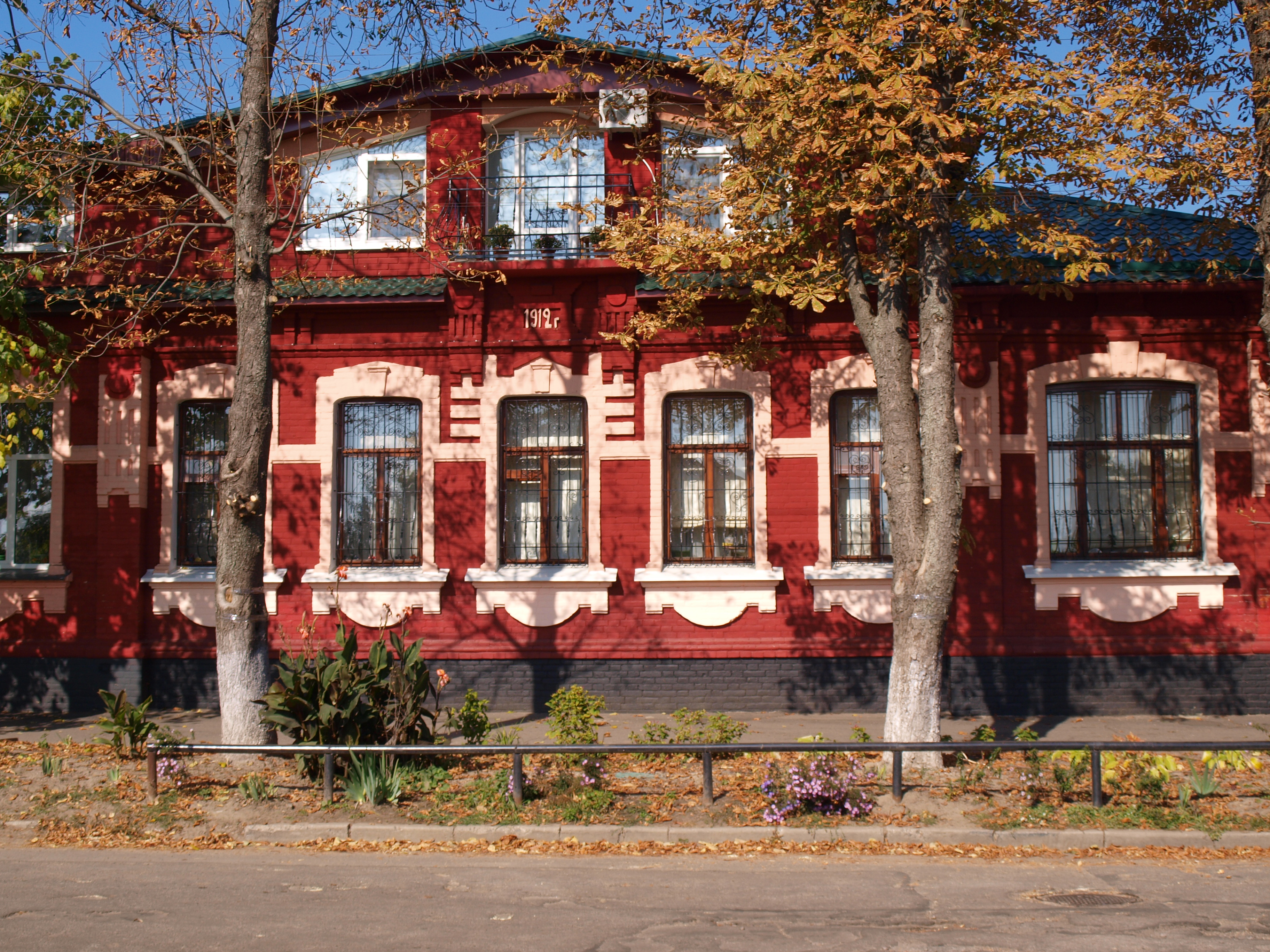
Будинок 1912 року (вул.Сковороди 21)